# Pesi mediomassimi
I Pesi mediomassimi sono una categoria di peso del pugilato.
Numerosi campioni mondiali dei mediomassimi hanno tentato senza successo di conquistare anche il mondiale dei massimi, finché Michael Spinks divenne il primo campione in carica ad ottenere anche la corona della categoria superiore nel 1985.
Bob Fitzsimmons invece vinse prima la corona dei massimi nel 1897 e dopo averla persa scese di categoria vincendo quella dei mediomassimi. Due tra i più grandi campioni di ogni tempo tra i pesi massimi, Ezzard Charles e Floyd Patterson, iniziarono la loro carriera tra i mediomassimi. Charles è considerato da molti come il miglior mediomassimo di sempre anche se non ha mai conquistato il titolo.

## Limiti di peso
Nel pugilato moderno il peso dei contendenti non deve superare:
- professionisti: 175 libbre (79,104 kg)
- dilettanti: 81 kg

## Campioni professionisti

### Uomini
Dati aggiornati al 7 maggio 2023. Fonte: BoxRec.
| Federazione | Dal | Campione        | Record         | Difese | Prossimo incontro | Avversario (record)          |
| ----------- | --- | --------------- | -------------- | ------ | ----------------- | ---------------------------- |
| WBA         | 5 gennaio 2021 | Dmitrij Bivol   | 21-0-0 (11 KO) | 3      |                   |                              |
| WBC         | 18 ottobre 2019 | Artur Beterbiev | 19-0-0 (19 KO) | 4      | da definire       | Callum Smith (29-1-0; 21 KO) |
| WBC         | - Il 15 marzo 2023, la WBC ha comunicato di aver imposto al campione Beterbiev una difesa obbligatoria del suo titolo contro l'inglese Callum Smith. I due pugili hanno tempo fino all'11 aprile 2023 per trovare un accordo per la relativa "borsa", altrimenti si attiverà la procedura della purse bid per determinare i rispettivi ingaggi. Callum Smith è n. 1 nel ranking di categoria WBC, dopo aver battuto il 20 gennaio 2023 il francese Mathieu Bauderlique, incontro eliminatorio valido per determinare lo sfidante obbligatorio WBC. - Trascorso inutilmente il periodo di trattazione libera tra i due pugili, il 2 maggio 2023 la WBC ha attivato la procedura di purse bid dalla quale è risultata vincente la proposta della Top Rank. Non è ancora stata resa nota la data e il luogo dell'incontro. - Il 1º maggio 2023 la WBC ha comunicato ufficialmente che il campione WBA Dmitrij Bivol non potrà mai conquistare il titolo WBC. La decisione della WBC fa seguito alla decisione della stessa federazione di non accreditare alcun titolo mondiale a pugili russi e bielorussi dopo l'invasione russa in Ucraina. |                 |                |        |                   |                              |
| WBO         | 18 giugno 2022 | Artur Beterbiev | 19-0-0 (19 KO) | 1      |                   |                              |
| IBF         | 11 novembre 2017 | Artur Beterbiev | 19-0-0 (19 KO) | 7      |                   |                              |

## I migliori rappresentanti della categoria (Professionisti)
In ordine cronologico:
- Bob Fitzsimmons
- Philadelphia Jack O'Brien
- Jack Dillon
- Battling Levinsky
- Harry Greb
- Gene Tunney
- Georges Carpentier
- Battling Siki
- Mike McTigue
- Paul Berlenbach
- Jack Delaney
- Tommy Loughran
- Maxie Rosenbloom
- Melio Bettina
- Billy Conn
- Gus Lesnevich
- Joey Maxim
- Archie Moore
- Harold Johnson
- Willie Pastrano
- José Torres
- Dick Tiger
- Bob Foster
- Vicente Rondón
- Víctor Galíndez
- John Conteh
- Eddie Mustafa Muhammad
- Matthew Saad Muhammad
- Dwight Muhammad Qawi
- Bobby Czyz
- Michael Spinks
- Jeff Harding
- Dennis Andries
- Dariusz Michalczewski
- Henry Maske
- Virgil Hill
- Roy Jones Jr.
- Antonio Tarver
- Jean Pascal
- Sergej Kovalëv
- Stevenson Adonis
- Arthur Beterbiev
- Dmitrij Bivol

### Non vincitori di un titolo mondiale
- Ezzard Charles
- Jimmy Bivins
- Young Firpo
- Young Stribling

## Campioni olimpici
- 1920 –  Eddie Eagan
- 1924 –  Harry Mitchell
- 1928 –  Víctor Avendaño
- 1932 –  David Carstens
- 1936 –  Roger Michelot
- 1948 –  George Hunter
- 1952 –  Norvel Lee
- 1956 –  James Boyd
- 1960 –  Cassius Clay (in seguito Muhammad Ali)
- 1964 –  Cosimo Pinto
- 1968 –  Danas Pozniakas
- 1972 –  Mate Parlov
- 1976 –  Leon Spinks
- 1980 –  Slobodan Kačar
- 1984 –  Anton Josipović
- 1988 –  Andrew Maynard
- 1992 –  Torsten May
- 1996 –  Vasiliy Jirov
- 2000 –  Aleksandr Lebziak
- 2004 –  Andre Ward
- 2008 –  Zhang Xiaoping
- 2012 –  Egor Mechoncev
- 2016 –  Julio César la Cruz
- 2020 –  Arlen López